# Götzner Straße
De Götzner Straße of Götzener Straße (L12) is een 8,42 kilometer lange Landesstraße (lokale weg) in het district Innsbruck Land in de Oostenrijkse deelstaat Tirol. De weg ontspringt nabij Völs (592 m.ü.A.) uit de Völser Straße (L11). Vandaar loopt de weg in zuidwestelijke richting omhoog richting Götzens (868 m.ü.A.). Hier sluit de Neugötzener Straße (L304) richting het dorpje Neu-Götzens op de weg aan. De weg loopt verder in westelijke richting door Birgitz en Axams naar Grinzens (928 m.ü.A.) Het beheer van de straat valt onder de Straßenmeisterei Zirl.